# Hatful of Hollow
Albums de The Smiths
The Smiths
(1984) Meat Is Murder
(1985)
Hatful of Hollow est un album compilation de The Smiths, sorti en 1984. Il s'agit d'une collection de singles, faces B et des versions de chansons de l'album enregistrées pour le show de John Peel sur la radio BBC One. Les versions radios sont d'ailleurs souvent reconnues (même par le groupe lui-même) comme meilleures que les versions originales de studio.

## Titres
Tous les titres sont signés Morrissey/Marr. Les titres suivis d'un astérisque (*) sont des inédits qui figurent uniquement sur cette compilation.
Face A
1. William, It Was Really Nothing
2. What Difference Does it Make? (Peel, mai)*
3. These Things Take Time (Jensen, juillet)*
4. This Charming Man (Peel, septembre)*
5. How Soon Is Now?
6. Handsome Devil (Peel, mai)*
7. Hand in Glove (version single)
8. Still Ill (Peel, septembre)*

Face B
1. Heaven Knows I'm Miserable Now
2. This Night Has Opened My Eyes (Peel, septembre)
3. You've Got Everything Now (Jensen, juillet)*
4. Accept Yourself (Jensen, septembre)*
5. Girl Afraid
6. Back to the Old House (Peel, septembre)*
7. Reel Around the Fountain (Peel, mai)*
8. Please Please Please Let Me Get What I Want